# Меморіал Вічної Слави (Київ)

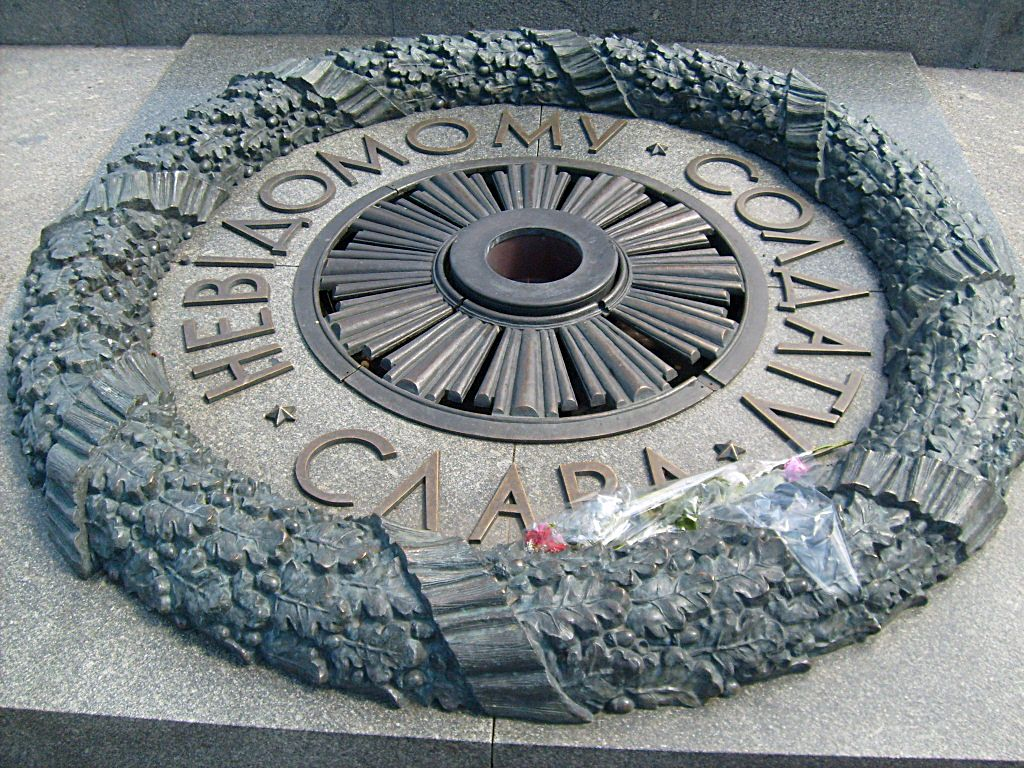
Вічний вогонь

Меморіа́л Ві́чної Сла́ви — меморіал на могилі Невідомого солдата, розташований в Парку Вічної Слави в Печерському районі міста Києва. Складається з обеліска і Алеї Полеглих Героїв, де розташовані 34 могили воїнів, більшість із яких загинула в роки Другої світової війни (Анатолій Бабін, Андрій Вітрук, Микола Чернишов померли у 1946 році). Відкритий 6 листопада 1957 року.
Щорічно 9 травня проводиться церемонія вшанування пам'яті загиблих із покладанням квітів до могили Невідомого солдата.

## Обеліск
Пам'ятник виконаний у вигляді 27-метрового гранітного обеліска. Біля його підніжжя горить Вічний вогонь, оточений бронзовим вінком із дубового листя. У пострадянський час вогонь запалюють лише на День Перемоги та інші свята, пов'язані з пам'яттю загиблих у роки війни.
Полум'я для церемонії відкриття Меморіалу доставили з поля Сталінградської битви з Мамаєвого кургану. Командувач військами Київського військового округу маршал Радянського Союзу Василь Іванович Чуйков власноруч підніс палаючий факел, запалюючи вогонь київського Меморіалу.

## Декомунізація
В березні 2025 року за ініціативи колишнього очільника Українського інституту національної пам'яті Антона Дробовича та за сприяння меценатів (Богдан Гдаль та анонімний благодійник) на вхідній групі меморіалу було встановлено історично коректне датування початку Другої світової війни.

## Алея Полеглих Героїв
До обеліска веде Алея Полеглих Героїв. До головного військового некрополя України останки бійців перенесені з Аскольдової могили, Ботанічного саду, вулиць та парків столиці. Це одинадцять генералів, двадцять один офіцер і двоє старшин — українці, росіяни, білорус, грузин, казах. Із них дванадцять — Герої Радянського Союзу. Обабіч доріжки — по сімнадцять могил, всього — 34. До 55-ї річниці Перемоги Парк Вічної Слави реконструювали, і поряд з надгробками з'явилося ще дві плити — без надписів.
Тут поховані:
| Прізвище, ім'я по-батькові     | Військове звання   | Роки життя | Надгробок | Короткі відомості |
| ------------------------------ | ------------------ | ---------- | --------- | --- |
| Ломакін Микола Петрович        | молодший лейтенант | 1918—1944  |           | Народився в селищі Ржаксі Тамбовської області (Росія). Механік авіаційного полку. Загинув під час польоту. |
| Авдєєв Микола Дмитрович        | капітан            | 1919—1944  |           | Народився в Семипалатинській області (Казахстан). Закінчив Харківське військове авіаційне училище. Штурман ескадрильї. Здійснив понад 200 бойових вильотів. Герой Радянського Союзу. |
| Фрідман Сава Маркович          | підполковник       | 1902—1943  |           | Родом із Житомира. Заступник начальника політвідділу дивізії. Визволяв Київ. |
| Жуков Олександр Олексійович    |                    | 1900—1944  |           | Народився в селі Любановому Наро-Фомінського району Московської області (Росія). Комісар Державної безпеки, начальник оперсектора НКВД, боровся українськими націоналістами на території України під час війни, нагороджений орденами. |
| Єлісєєв Іван Григорович        | полковник          | 1908—1943  |           | Народився в Саратовській області (Росія). Начальник штабу 218-ї стрілецької дивізії. Воював на Північному Кавказі, Кубані, Київському напрямі. Нагороджений орденами Вітчизняної війни ІІ ступеня та Червоної Зірки. |
| Ромашенко Іван Федорович       | полковник          | 1903—1943  |           | Нагороджений орденами. Загинув у бою. |
| Зубарєв Йосип Єгорович         | полковник          | 1907—1944  |           | Народився в селі Мостищі Гомельської області (Білорусь). Командир 340-ї стрілецької дивізії. Визволяв Суми, Київ, Білу Церкву. |
| Колотушкін Іван Іванович       | полковник          | 1903—1943  |           | Родом із села Моніного Московської області (Росія). Танкіст, учасник радянсько-фінської війни. Визволяв столицю України. Помічник командира шостого гвардійського танкового корпусу. Загинув під час повітряного нальоту біля Боярки. |
| Лавріненко Матвій Іларіонович  | генерал-майор      | 1903—1945  |           | Народився в селі Красному Орловської області (Росія). Закінчив Академію бронетанкових військ. Заступник командира 5-го гвардійського танкового корпусу. Нагороджений орденами. Загинув у Чехословаччині 9 січня 1945 року. |
| Сербін Володимир Михайлович    | генерал-майор      | 1896—1944  |           | Родом з міста Носівки Чернігівської області. Воював під Ленінградом, у військах маршала Рокоссовського. Нагороджений орденами. |
| Скляров Сергій Федорович       | генерал-майор      | 1897—1943  |           | Родом зі станиці Попутна Краснодарського краю (Росія). Командир 218-ї стрілецької дивізії. Визволяв Київ. |
| Громагін Михайло Олександрович | генерал-майор      | 1902—1945  |           | Народився в селі Ребровому Ярославської області (Росія). Воював на Ленінградському фронті, в Білорусі, Україні, Румунії. |
| Должанський Юрій Мойсейович    | старший лейтенант  | 1923—1943  |           | Уродженець села Веселі Терни на Дніпропетровщині. Комсорг десятого гвардійського стрілецького полку. Учасник форсування Дніпра. Загинув 27 листопада 1943 року. Герой Радянського Союзу. |
| Мончак Мефодій Степанович      | майор              | 1915—1944  |           | Народився в селі Харківцях на Хмельниччині. У битві за Дніпро очолювані ним батареї під селом Блиставицею знищили шість ворожих танків, чотири гармати, 48 автомобілів. У бою за Нові Петрівці — чотири танки, 15 гармат, узяли в полон 64 солдат і офіцерів ворожої армії. Герой Радянського Союзу.                                                |
| Проценко Степан Феодосійович   | підполковник       | 1900—1943  |           | Народився в Конотопі Сумської області. Закінчив військово-інженерну академію. Командир 269-го стрілецького полку. Організовував форсування Дніпра в районі острова Козачого. Герой Радянського Союзу (посмертно). |
| Вітрук Андрій Никифорович      | генерал-майор      | 1902—1946  |           | Родом із села Андрушки Житомирської області. Закінчив Бориспільську льотну школу. Визволяв Київ. Очолював авіаційну групу в складі Народної визвольної армії Югославії. Герой Радянського Союзу. Народний Герой Югославії. |
| Кирпонос Михайло Петрович      | генерал-полковник  | 1892—1941  |           | Народився в селі Вертіївці на Чернігівщині. Учасник Першої світової, громадянської та фінської воєн. Командувач Південно-Західного фронту. Організатор оборони Києва. Загинув в урочищі Шумейковому. Герой Радянського Союзу. |
| Турбін Дмитро Іванович         | генерал-лейтенант  | 1903—1944  |           | Уродженець Сум. Закінчив Одеське військове артилерійське училище, Ленінградську військову академію. Учасник фінської війни. Заступник командувача армією. Визволяв Київ. Герой Радянського Союзу. |
| Малигін Сергій Олександрович   | полковник          | 1898—1944  |           | Народився у селі Новому Торгу Тверської області (Росія). Начальник артилерії 340-ї стрілецької дивізії. Учасник форсування Дніпра і визволення Києва. Загинув під Білою Церквою. Герой Радянського Союзу. |
| Леонов Іван Дмитрович          | майор              | 1915—1944  |           | Уродженець села Львового Московської області (Росія). Закінчив Одеську військову авіашколу. Командир ескадрильї. Здійснив 267 бойових вильотів, збив дев'ять ворожих літаків. Герой Радянського Союзу. |
| Луста Петро Васильович         | майор              | 1913—1945  |           | Народився в селі Дубов'язівці Сумської області. Форсував Дніпро, воював неподалік Києва і у Фастові. Гвардії майор 344-ї танкової бригади. Герой Радянського Союзу. |
| Гогичаішвілі Микола Іванович   | старшина           | 1903—1945  |           | Народився в селі Нігвзіані (Грузія). Визволяв Лівобережну Україну, форсував Дніпро, брав участь у визволенні столиці України. Дійшов до Берліна. За рішенням командування похований у Києві. Герой Радянського Союзу. |
| Тупіков Василь Іванович        | генерал-майор      | 1901—1941  |           | Уродженець Курська (Росія). Закінчив військову академію імені Фрунзе. Військовий аташе у Берліні, звідки до СРСР повернувся через місяць після початку війни. Начальник штабу Південно-Західного фронту. Загинув на Полтавщині. |
| Пилипенко Антон Петрович       | генерал-майор      | 1903—1944  |           | Народився в селі Лучині Попільнянського району на Житомирщині. Закінчив Військову академію імені Фрунзе. На початку війни — начальник штабу корпусу. Відбивав перші атаки на кордоні. Учасник битви за Дніпро. Начальник штабу 38-ї армії. Нагороджений орденами. Загинув під Вінницею.                                                             |
| Чернишов Микола Григорович     | генерал-майор      | 1904—1946  |           | Народився у місті Фурманові Івановської області (Росія). Член Військової ради. Нагороджений орденами. Загинув у авіакатастрофі. |
| Бабін Анатолій Васильович      | генерал-майор      | 1900—1946  |           | Під час війни служив у інженерних військах Північно-Кавказького, Закавказького та Брянського фронтів. Нагороджений орденами. |
| Чернєв Веніамін Володимирович  | полковник          | 1907—1943  |           | Народився в селі Варшавському Полтавського району Челябінської області (Росія). Начальник штабу шостого гвардійського танкового корпусу. Визволяв Київ. Нагороджений орденами. Загинув 6 листопада біля села Забір'я на Київщині. |
| Фомін Юрій Іванович            | полковник          | 1911—1944  |           | Ленінградець, командир 225-го танкового полку, загинув на Вінниччині. |
| Ситніков Микола Сергійович     | полковник          | 1902—1944  |           | Уродженець Алтайського краю (Росія). Командир 23-ї зенітно-артилерійської дивізії. Учасник оборони і визволення Києва. Нагороджений орденами. Загинув від кулі снайпера. |
| Захаров Леонід Васильович      | полковник          | 1911—1945  |           | Гвардії інженер-полковник, заступник командира сьомого гвардійського танкового корпусу. |
| Маляров Михайло Феодосійович   | підполковник       | 1902—1944  |           | Народився в селі Саврань Одеської області. Начальник політвідділу 20-ї гвардійської танкової бригади. Визволяв Київ. Нагороджений орденами і медалями. Загинув під Корсунем-Шевченківським. За наказом Ватутіна тіло доставлено на танку до Києва.                                                                                                  |
| Новиков Юрій Васильович        | капітан            | 1923—1945  |           | Уродженець станиці Чамлицької Краснодарського краю (Росія). Закінчив Київське танково-технічне училище. Учасник оборони і визволення Києва. Заступник командира стрілецько-артилерійського полку. Загинув при штурмі рейхстагу. Тіло до Києва привіз батько, генерал-лейтенант, Герой Радянського Союзу Василь Новиков, який теж дійшов до Берліна. |
| Мадюдя Мефодій Улянович        | лейтенант          | 1922—1944  |           | Народився на Київщині, закінчив Орловське бронетанкове училище, брав участь у визволенні столиці України, нагороджений орденом Червоної Зірки, загинув у бою 7 січня 1944 року. |
| Шолуденко Никифор Микитович    | старшина           | 1919—1943  |           | Народився в селі Сваром'я на Київщині. Командир розвідвзводу 22-ї гвардійської танкової бригади. Загинув, визволяючи місто. Герой Радянського Союзу (посмертно). |